# Августиновичи
Августиновичи (Августыновичи; пол. Augustynowicz) — польский шляхетский род.
Род армянского происхождения, ведущий свою родословную от армянского княжеского дома Атабекянов.
- Августинович Ян-Товия (1664—1751), с 1715 года армянский архиепископ во Львове; пользовался большим расположением папы Климента X, участвовал в Синоде в Замостье (1720), где было скреплено соединение церквей католической, армянской и православной; автор нескольких сочинений («Brevis relatio de primordiis Collegii Pontificii Leopoliensis»), хранящихся в рукописи в библиотеке армянского капитула во Львове.
- Августинович Иаков-Стефан (1701—1783), племянник предыдущего и преемник его (с 1751 года) на армянской архиепископской кафедре во Львове; после первого польского раздела добился от Марии-Терезии ряда милостей для своей церкви; много писал, оставив рукописи в библиотеке армянского капитула во Львове (особенно «Manuscripta theologica», 6 фол.).
- В 1780 году Бенедикт Иоахим Августинович получил дворянство в Галиции с одноименным гербом.

## Описание герба
На золото-зелёной шаховнице две стрелы с черными древками, серебряными остриями и красным оперением расположенные косым крестом. На них серебряный рот с черными усами.
Герб увенчан двумя шлемами. В нашлемниках крыло орла цветом как поле герба, в правом влево, а в левом вправо. Намет на щите зелёный, подложенный золотом.